# Blond Ambition - Japan Tour 90
Il Blond Ambition - Japan Tour 90 è il video del concerto del 26 aprile 1990 a Yokohama, (Giappone), del Blond Ambition Tour della cantautrice statunitense Madonna.
È stato pubblicato per il solo mercato giapponese il 25 luglio 1990. Era stato trasmesso in anteprima dalla TV nazionale giapponese con un inizio alternativo e il brano Like a Virgin assente.
I formati di pubblicazione sono VHS e Laserdisc.

## Tracce
1. Everybody (Dance Intro)
2. Express Yourself
3. Open Your Heart
4. Causing a Commotion
5. Where's the Party
6. Like a Virgin
7. Like a Prayer
8. Live to Tell
9. Oh Father
10. Papa Don't Preach
11. Sooner or Later
12. Hanky Panky
13. Now I'm Following You
14. Material Girl
15. Cherish
16. Into the Groove
17. Vogue
18. Holiday
19. Family Affair/Keep It Together

## Crediti
- Regista: Mark Aldo Miceli
- Produttori: Noritoshi Aoyagi e Katsuo Shinryo
- Trucco: Joanne Gaire
- Parrucchiera: Sharon Gault
- Coreografo: Vince Patterson
- Assistente Coreografo: Kevin Alexander Stea